# La Souterraine
La Souterraine település Franciaországban, Creuse megyében. Lakosainak száma 4928 fő (2022. január 1.). La Souterraine Lizières, Noth, Saint-Agnant-de-Versillat, Saint-Maurice-la-Souterraine, Saint-Priest-la-Feuille, Vareilles, Arnac-la-Poste és Fursac községekkel határos.

## Népesség
A település népességének változása:
| Lakosok száma | 5104 | 5690 | 5459 | 5273 | 5366 | 5315 | 5207 | 4982 | 4953 | 4928 |
|               | 1968 | 1982 | 1990 | 2006 | 2013 | 2015 | 2017 | 2019 | 2020 | 2022 |